# Алессандро Меллі
Алессандро Меллі (італ. Alessandro Melli, нар. 11 грудня 1969, Агрідженто) — італійський футболіст, нападник. По завершенні ігрової кар'єри — спортивний функціонер.
Як гравець насамперед відомий виступами за клуб «Парма», а також олімпійську збірну Італії.
Володар Кубка Італії. Володар Кубка Кубків УЄФА. Дворазовий володар Суперкубка УЄФА.

## Клубна кар'єра
Народився 11 грудня 1969 року в місті Агрідженто. Вихованець футбольної школи клубу «Парма». Дорослу футбольну кар'єру розпочав 1985 року в основній команді того ж клубу, в якій провів три сезони, взявши участь у 38 матчах чемпіонату.
Протягом 1988—1989 років захищав на умовах оренди кольори команди клубу «Модена».
Після завершення рісної оренди, у 1989, повернувся до «Парми». Цього разу відіграв за пармську команду наступні п'ять сезонів своєї ігрової кар'єри. Більшість часу, проведеного у складі «Парми», був основним гравцем атакувальної ланки команди. За цей час виборов титул володаря Кубка Італії, ставав володарем Кубка Кубків УЄФА, володарем Суперкубка УЄФА.
Згодом з 1994 по 2000 рік грав у складі команд клубів «Сампдорія», «Мілан», «Парма» та «Перуджа». З «Міланом» додав до переліку своїх трофеїв ще один титул володаря Суперкубка УЄФА.
Завершив професійну ігрову кар'єру у клубі «Анкона», за команду якого виступав протягом 2000—2001 років.

## Виступи за збірні
1988 року дебютував у складі юнацької збірної Італії.
Протягом 1989—1992 років залучався до складу молодіжної збірної Італії. На молодіжному рівні зіграв у 19 офіційних матчах, забив 3 голи.
1991 року отримав свій перший виклик до лав національної збірної Італії. Дебютувати ж в офіційних матчах національної команди Алессандро вдалося лише у 1993 році, в якому він провів у формі головної команди країни свої єдині 2 офіційних матчі.
1992 року також захищав кольори олімпійської збірної Італії. У складі цієї команди провів 6 матчів, забив 5 голів. У складі цієї збірної — учасник футбольного турніру на Олімпійських іграх 1992 року у Барселоні.

## Подальше життя
2006 року повернувся до «Парми», в якій провів основну частину ігрової кар'єри, ставши генеральним менеджером команди клубу.
| Дата       | Місто   | Господарі | Результат | Гості   | Турнір            | Голи | Примітки |
| ---------- | ------- | --------- | --------- | ------- | ----------------- | ---- | -------- |
| 24/03/1993 | Палермо | Італія    | 6 – 1     | Мальта  | Відбір до ЧС 1994 | -    |          |
| 14/04/1993 | Трієст  | Італія    | 2 – 0     | Естонія | Відбір до ЧС 1994 | -    |          |
| Усього     |         | Матчів    | 2         |         | Голів             | 0    |          |

## Титули і досягнення

### Командні
- Володар Кубка Італії (1):

«Парма»: 1991–92
- Володар Кубка Кубків УЄФА (1):

«Парма»: 1992–93
- Володар Суперкубка Європи (2):

«Парма»: 1993
«Мілан»: 1994
- Чемпіон Європи (U-21) (1):

Італія: 1992

### Особисті
- Найкращий бомбардир Кубка Італії (1):

1991–92 (5)